# Georges Claude
Georges Claude (París, 24 de septiembre de 1870-Saint-Cloud, 23 de mayo de 1960) fue  un químico, físico e inventor francés.
Alrededor de 1902 fue el primero en aplicar una descarga eléctrica en un tubo sellado y con gas neón con la idea de crear una lámpara. Inspirado en parte por la invención de Daniel McFarlan Moore, la lámpara de Moore, Claude inventó la lámpara de neón mediante la descarga eléctrica de un gas inerte comprobando que el brillo era considerable.
Es considerado el Thomas Edison de Francia.
En la ciudad de Matanzas, Cuba en 1930, y gracias a la idea de Arsène d'Arsonval (1851-1940), construyó el primer proyecto de utilización de energía maremotérmica basado en el gradiente térmico oceánico, aprovechando la diferencia temperatura de las aguas superficiales y las aguas profundas de la bahía matancera. Para lograr la obra, el proyecto fue apoyado por un grupo de obreros y técnicos locales. Todavía se conserva en el lugar la excavación en la roca costera que se necesitó para el proyecto, que por su forma rectangular es conocida popularmente como Piscina de Míster Claude.  

## Investigaciones
Realizó investigaciones sobre un grupo de gases que integraban el neón, el kriptón y el xenón, y que junto con el helio y el argón se denominaron «gases inertes» o «nobles». Demostró que, al aplicar descargas eléctricas dentro de un tubo de vidrio que contuviera gases nobles, se podía producir luz. La más espectacular era la luz roja producida con el gas neón y, por eso, aunque se utilizaran otros gases, las luces así producidas se llamaron luces de neón. Una de las consecuencias más espectaculares de ese descubrimiento fue su aplicación a la publicidad y la aparición de los carteles luminosos, que cambiaron la cara de las ciudades. Este descubrimiento fue también el antecedente de la luz fluorescente, que reemplazó a las lámparas incandescentes, primero en las industrias y más tarde en muchos usos familiares.

## Licuefacción de aire
En 1902 Claude inventó lo que hoy se conoce como el sistema de Claude para licuar aire. El sistema permitió la producción de cantidades industriales de nitrógeno líquido, oxígeno y argón. El sistema de Claude compitió con éxito con el sistema  de Carl von Linde (1895 ). Claude y el empresario Paul Delorme fundaron la empresa «L'Air Liquide, SA» (conocida hoy en día como Air Liquide), que es actualmente una gran corporación multinacional con sede en París, Francia.

## Últimos años
En el transcurso de la Segunda Guerra Mundial, apoyó al gobierno del mariscal Petain, establecido en Vichy, y al terminar el conflicto fue juzgado como colaboracionista. Pasó cuatro años en prisión, entre 1945 y 1949. Falleció el 23 de mayo de 1960.